# (73585) 3339 T-1
(73585) 3339 T-1 – planetoida z pasa głównego asteroid okrążająca Słońce w ciągu 4,98 lat w średniej odległości 2,91 j.a. Odkryta 26 marca 1971 roku.